# 布洛涅-圣克卢桥站
布洛涅-圣克卢桥站（法語：Boulogne-Pont de Saint-Cloud）是法国巴黎地铁10号线的一个车站，位于布洛涅-比扬古的塞纳河圣克卢桥附近，于1981年10月2日启用。

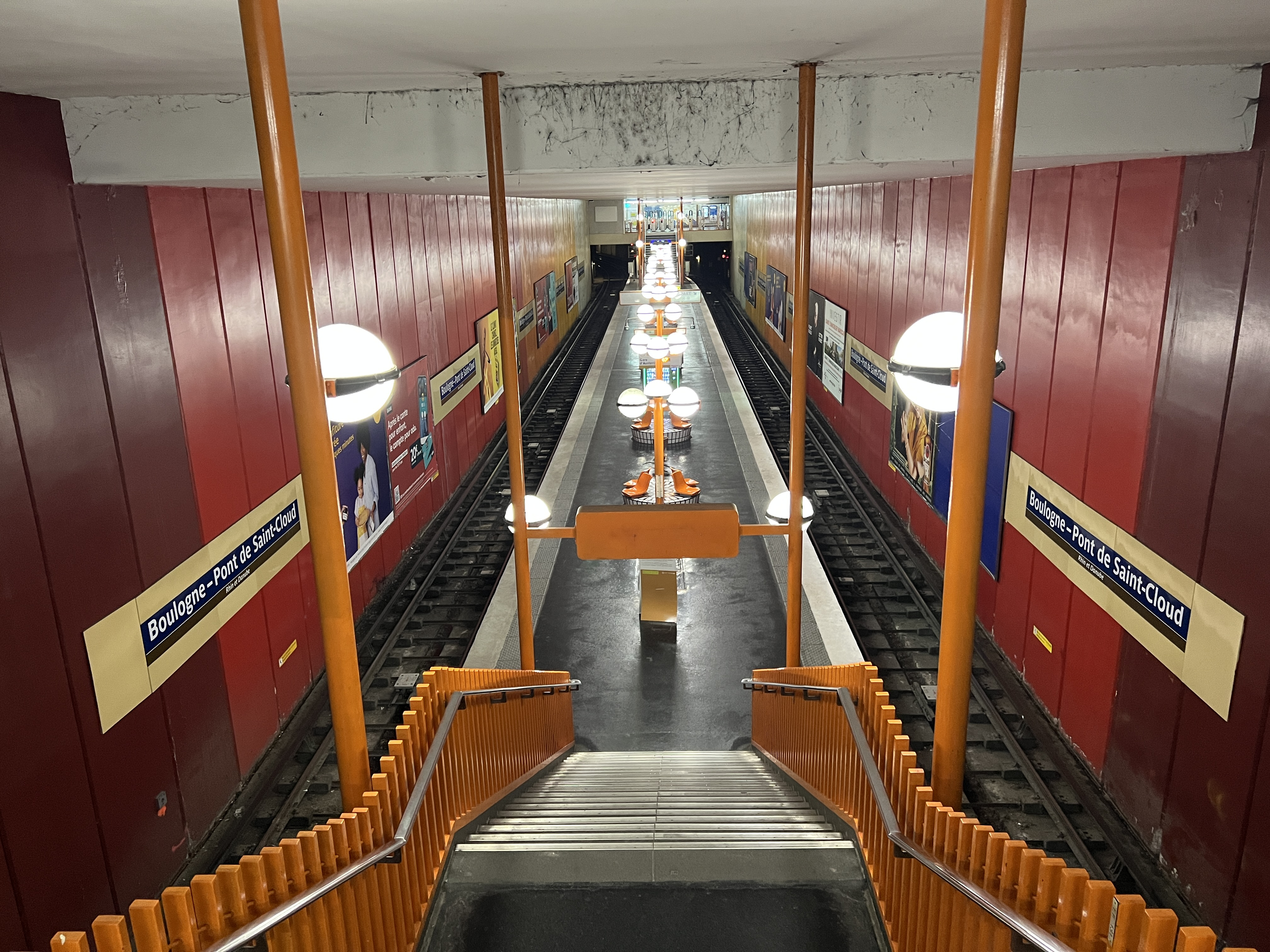
月台（2022年7月）

## 車站結構
| 地面層 |                       |                                    |
| B1     | 夾層                  |                                    |
| 月台層 | 東行                  | 往奧斯特里茨站（布洛涅-讓·饒勒斯） |
| 月台層 | 島式月台，左/右側開門 |                                    |
| 月台層 | 東行                  | 往奧斯特里茨站（布洛涅-讓·饒勒斯） |